# Active Oberon
Active Oberon ist eine Erweiterung der Programmiersprache Oberon. Objekte können aktiv sein, das heißt einen Thread oder Prozess darstellen. Daneben wurden auch die Elemente, die laut XSC zum wissenschaftlichen Rechnen gehören, implementiert: Operatoren, dynamische Felder und andere Elemente aus Oberon-XSC implementiert.
Die zur Sprache gehörende Entwicklungsumgebung mit einer Bluebottle genannten grafischen Oberfläche ist eher als ein eigenständiges Betriebssystem zu betrachten. Es existiert als „Stand-Alone“-System auf der nackten Hardware eines X86-PCs und als „Add-On“ für Linux und Microsoft-Windows. Der Kernel, ursprünglich Active Object System (Aos) genannt, wurde aus urheberrechtlichen Gründen in A2 umbenannt. Er synchronisiert und verwaltet die Zusammenarbeit verschiedener aktiver Objekte. Er basiert auf dem Kernel des Oberon Systems, das ab Mitte der 1980er Jahre an der ETH Zürich entwickelt wurde (siehe auch Genealogie des Oberon Systems).
Im Unterschied zu Java oder C# können Objekte nicht nur mit Signalen, sondern direkt auf Bedingungen synchronisiert werden. Dadurch wird die Entwicklung paralleler Programme vereinfacht.
Eine Weiterentwicklung von Active Oberon ist die Programmiersprache Zonnon.